# نورمان إبرام
نورمان إبرام (بالإنجليزية: Norm Abram)‏ هو نجار أمريكي، ولد في 3 أكتوبر 1949 في ونسوكت في الولايات المتحدة.

## وصلات خارجية
- نورمان إبرام على موقع IMDb (الإنجليزية)
- نورمان إبرام على موقع إن إن دي بي (الإنجليزية)
- نورمان إبرام على موقع قاعدة بيانات الفيلم (الإنجليزية)